# Bie (Szwecja)
Bie – miejscowość (tätort) w Szwecji, w regionie administracyjnym (län) Södermanland (gmina Katrineholm).
Miejscowość położona jest w prowincji historycznej (landskap) Södermanland, ok. 10 km na północ od Katrineholm w pobliżu przebiegającej na zachód od centrum Bie drogi krajowej nr 56.
Bie jest byłą miejscowością uzdrowiskową. Założony w 1843 r. kurort Augustenbad (Bie badanstalt) oferował m.in. zabiegi hydroterapii.
W 2010 r. Bie liczyło 528 mieszkańców.